# Ylodes reuteri
Ylodes reuteri – gatunek owada z rzędu chruścików i rodziny Leptoceridae. Larwy prowadzą wodny tryb życia, budują przenośne domki ze spiralnie ułożonych fragmentów detrytusu.
Gatunek palearktyczny obecny na nizinach środkowoeuropejskich oraz w strefie tajgi, larwy zasiedlają jeziora, roślinność rzek i estuaria. Limnefil.
Na Łotwie spotykany w stawach i jeziorach, uznany tam za wyjątkowo rzadki. W dolinie Wołgi występujący masowo i w wielu stanowiskach, larwy poławiano wśród rdestów i rogatka na gł. 0,6 – 1 m, na Krymie rzadki i uważany za stagnofilny, imagines łowiono nad stawami.